# Vilcabamba (Équateur)
Pour les articles homonymes, voir Vilcabamba.
Vilcabamba, surnommée la vallée des centenaires, est une localité de la province de Loja en Équateur. Elle est située dans l'extrême sud du pays, à 45 km au sud de Loja.

## Géographie

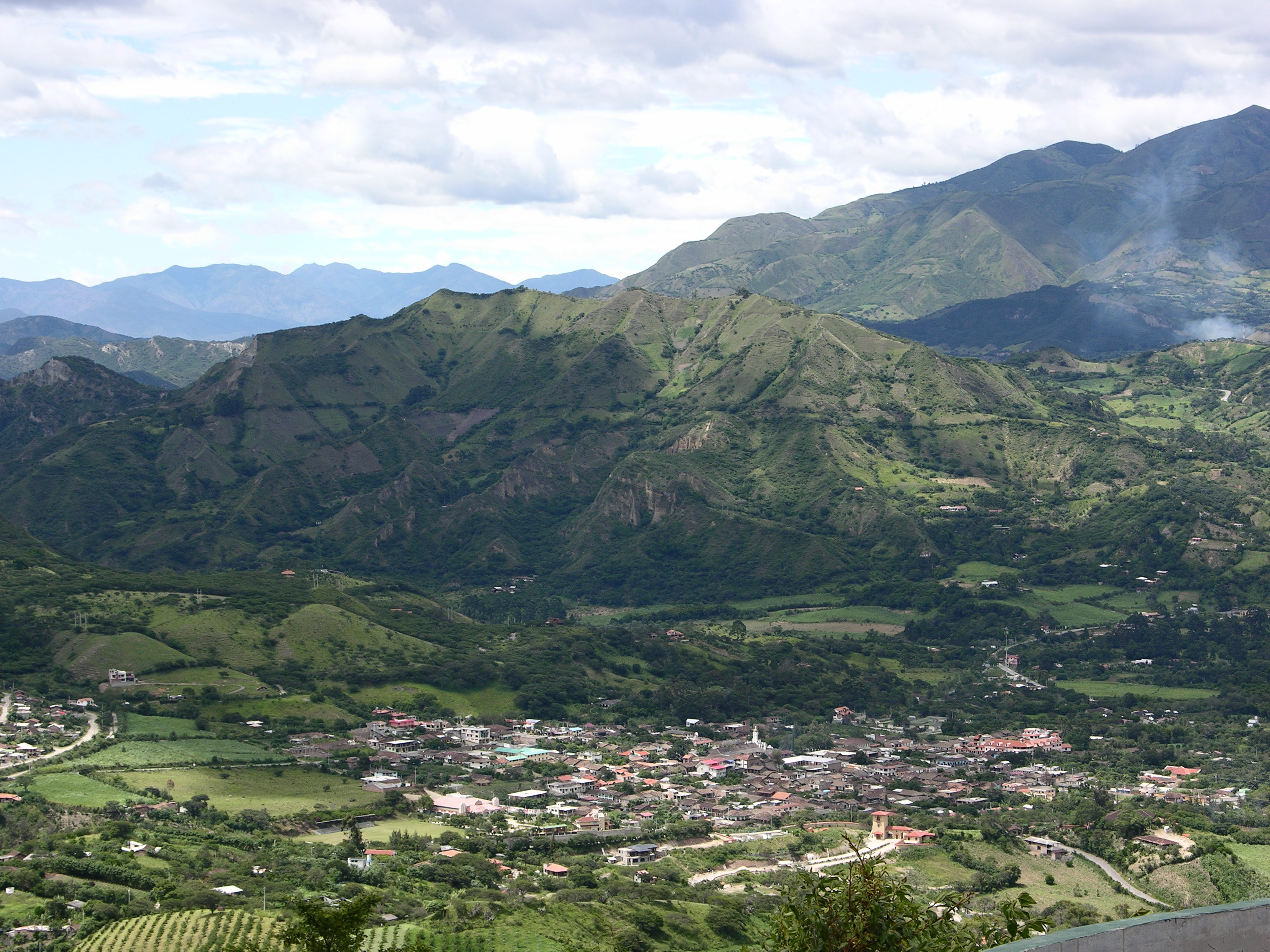
La vallée de Vilcabamba.

Vilcabamba se trouve au cœur d'une vallée luxuriante de la cordillère des Andes. Son altitude, comprise entre 1 500 et 1 600 m, lui permet, sous une latitude équatoriale, d'avoir toute l'année un climat tempéré avec des températures comprises entre 18 et 24 °C.

## Histoire
La population amérindienne d'origine appartient au peuple des Quechuas. La bourgade actuelle a été fondée par les Espagnols en 1756. Son toponyme a été formé à partir du Quechua Vilca, signifiant sacré et du suffixe bamba, déformation de pampa, signifiant vallée.

## La vallée des centenaires
La longévité exceptionnelle de ses habitants a valu à Vilcabamba le surnom de vallée des centenaires. C'est un article de la revue National Geographic qui a lancé dans les années 1970 la réputation de ce pueblo dont certains habitants auraient vécu plus de 120 ans. Une proportion de centenaires anormalement élevée a créé le mythe d'une vallée idyllique, attirant d'abord des hippies puis des touristes venus du monde entier en quête de « l'éternelle jeunesse ».
De nombreuses hypothèses ont été avancées pour expliquer la bonne santé des vieillards de la vallée :
- L'habitude de fumer du datura, qui combinerait les effets de la marijuana et de la cocaïne sans nuire à l'organisme, ce qui a attiré les hippies des années 1970 ; (toutefois l'ingestion de la plante reste un poison violent très déconseillé).
- Le fait que les autochtones mènent une vie simple dans un milieu naturel sans pesticides et au climat très doux;
- La consommation du café, ce qui a incidemment permis de développer la production et l'exportation de la variété de café locale [3];
- La présence de nombreuses sources riches en oligo-éléments, et en particulier en magnésium[4].

Certains ont enfin fait valoir que l'âge prétendu de certains supercentenaires était peut-être exagéré.